# Галерас
Галерас (исп. Galeras) — вулкан, расположенный в Южной Америке, на территории Колумбии, недалеко от города Пасто.
Высота вулкана достигает 4276 метров над уровнем моря, диаметр у основания более 20 километров. Диаметр кратера — 320 метров, глубина кратера — более 80 метров.
По предположениям геологов и вулканологов, за последние 7 тысяч лет на Галерасе произошло не менее шести крупных извержений и множество мелких. Лишь на протяжении одного XVI столетия здесь было зарегистрировано более двадцати извержений. В 1993 году при проведении исследовательских работ в кратере погибло шесть вулканологов и трое туристов(тогда тоже началось извержение). В ноябре 2006 года в связи с угрозой крупного извержения из окрестных посёлков были эвакуированы более восьми тысяч жителей.
26 августа 2010 года власти Колумбии приступили к эвакуации около 9 тысяч человек, проживающих поблизости от вулкана Галерас. В регионе объявлена тревога наивысшей «красной» степени. В этот район были направлены более 400 полицейских для оказания помощи гражданскому населению. Для приема эвакуируемых подготовлены девять убежищ в городе Пасто вблизи границы с Эквадором.

## Зарегистрированные извержения
- Извержение вулкана Галерас было зарегистрировано в январе 2008 года.
- 15 февраля 2009 года по местному времени 19:10 (00:10 UTC)[3].
- 2 января 2010 года[4].
- 25 августа 2010 года[2]